# Klubi Futbollistik 2 Korriku Prishtinë
Il KF 2 Korriku è una società calcistica del Kosovo con sede a Pristina. Fondata nel 1990, milita nella Liga e Parë, la seconda serie del campionato di calcio del Kosovo.

## Storia
Disputa il primo storico campionato di massima serie dopo l'indipendenza del Kosovo nella stagione 2007-2008, finendo settimo. La stagione seguente si classifica quattordicesimo, retrocedendo.